# Die schöne Magelone

Titelblatt von Die schön Magelona, Augsburg 1535

Titelblatt der ersten niederdeutschen Ausgabe der Schönen Magelona, Hamburg 1601

Die schöne Magelone ist ein Erzählstoff, der im Frankreich des 15. Jahrhunderts als Prosaroman entstand. Sie wurde im Heiligen Römischen Reich durch die Übersetzung von Veit Warbeck (Erstdruck in Augsburg im Jahr 1535) ungemein populär.
Er handelt von Magelone, der Tochter des Königs von Neapel. Magelone und ein Graf Peter von Provence verlieben sich ineinander, obwohl Magelone einem anderen versprochen ist, und fliehen gemeinsam vom Hof. Als ein Vogel den Ring der Magelone raubt und Peter ihn verfolgt, gerät er in türkische Sklaverei. Er kann zwar entkommen, aber erst nach jahrelanger Irrfahrt wieder seine Magelone in die Arme schließen, die inzwischen ein Armenspital gegründet hat.

## Entstehung und Rezeption
Die Geschichte von der Magelone geht auf Erzählungen aus dem Umkreis der Sammlung Tausendundeine Nacht zurück. Vor allem in der Geschichte des Prinzen Kameralzaman von Khaledan und der chinesischen Prinzessin Budur finden sich die Motivkonstellation wieder. Der französische, anonyme Prosaroman Ystoire du vaillant chevalier Pierre filz du conte de provence et de la belle Maguelonne ist seit der Mitte des 15. Jahrhunderts in Handschriften und seit 1472 in zahlreichen Drucken überliefert. Er wurde zweimal ins Deutsche übersetzt. Während die erste Übersetzung (um 1470?) durch einen Anonymus ohne Resonanz blieb und nur in einer Handschrift vorliegt (Staatsbibliothek zu Berlin, derzeit in Krakau, mgq 1579, um 1525) entfaltete die 1527 von Veit Warbeck dem späteren Kurfürsten Johann Friedrich von Sachsen gewidmete Übertragung, die posthum 1535 bei Steiner in Augsburg erschien, eine umso größere Wirkung. Sie zählt, wiederholt gedruckt (allein Steiner brachte bis 1545 acht Auflagen heraus), zu den frühneuzeitlichen Volksbüchern, die begeistert gelesen wurden.
Vermutlich das ergreifendste Zeugnis für die allgemeine Bekanntheit des Textes liefern die Archivalien der Hexenprozesse in Nördlingen. Im Kassiber der 1590 in Nördlingen als Hexe verbrannten Rebecca Lemp an ihren Mann Peter vom 2. August 1590 heißt es: O Schaz Deiner vnschuldigen Magalona. Rebecca und ihr Mann Peter haben ihre Liebe also nach einem literarischen Muster stilisiert. Indem Rebecca Lemp den Namen Magelone annimmt, wirft sie auf die tragische Trennung von dem geliebten Ehemann Peter „das Licht einer als verbindlich erfahrenen Geschichte von Liebe und Abenteuer. Weit davon entfernt, kokettes Spiel zu sein, bezeugt diese Anspielung die Wirkmächtigkeit eines literarischen Modells und erfüllt den sonst so schillernden Begriff literarischer Identifikation mit Leben.“
Es gibt etliche Zeugnisse, in denen die Warbecksche Magelona im Kontext anderer frühneuzeitlicher Volksbücher erwähnt wird, beispielsweise in einem Roman von Johann Beer aus dem 17. Jahrhundert:

„Winterszeit setze ich mich über die Spanische Winter-Nächte, und wann das Gesind ihre Rupffen und das Werck spinnen, so laß ich ihnen durch meinen Jungen den Dietrich von Bern oder den Ritter Otto aus Ungarn vorlesen [...] und dergleichen, da seuftzen denn die alten Mütterlein zuweilen von Grund ihres Hertzens, wann so eine Zeitung von der Magelona kommt, und was der Narren-Possen mehr seyn mögen.“

Im 16. Jahrhundert behandelte Hans Sachs die Geschichte 1554/1555 gleich dreimal. Mit anderen Namen legte Lope de Vega den Stoff seinem Drama Los tres diamantes (1609) zugrunde.
Zu Goethes Knabenzeit, Mitte des 18. Jahrhunderts, war die Magelone in einer günstigen Frankfurter Löschpapierausgabe verbreitet, und auch der deutsche Dichter hat sie als Kind gelesen. Ein aufgeklärt gesinnter Anonymus brach zwar einige Dezennien später, 1785, in der Berlinischen Monatsschrift den Stab über das Werk: „Ein langweiliges Ding, das jedoch Jungfern und Frauen in vielen kleinen Städten mit großer Geduld lesen, vermuthlich weil sie nichts anders zu lesen haben.“ Aber noch am Ende desselben Jahrhunderts unternahm Ludwig Tieck 1797 mit Liebesgeschichte der schönen Magelone und des Grafen Peter von Provence die bedeutendste literarische Bearbeitung. Dazu legte Johannes Brahms zwischen 1861 und 1869 mit [15] Romanzen aus L. Tieck’s Magelone (op. 33) eine Vertonung für eine Singstimme mit Pianoforte vor. Im 19. Jahrhundert fand der Stoff dann auch Aufnahme in die Volksbuchsammlungen von Gustav Schwab, G. O. Marbach und Karl Simrock. Ebenso war es in Frankreich in der von Emmanuel Cosquin veranstalteten zweibändigen Sammlung Contes populaires de la Lorraine (Paris, o. J. [1886/1891]) als Märchen aus dem Volksmund enthalten.
Nach der Fassung im Buch der Liebe (Frankfurt am Main 1587) gab Hans-Gert Roloff Warbecks Magelone im Jahr 1969 als Nr. 1575 von Reclams Universal-Bibliothek heraus, nachdem bereits 1913 im Insel Verlag eine Ausgabe mit 37 Holzschnitten nach einem Leipziger Druck von 1598 als Insel-Buch 39/1 (ab 1938: IB 408/2) erschienen war, die Severin Rüttgers betreut hatte. Parodistisch näherte sich dem Stoff 1985 Peter Bichsel unter dem Titel Der Busant. Von Trinkern, Polizisten und der schönen Magelone (Luchterhand, Darmstadt und Neuwied). Diese Parodie basiert wiederum auf der gleichnamigen Verserzählung aus dem frühen 14. Jahrhundert.

### Primärtexte
- Die schöne Magelone im Project Gutenberg
- Gustav Schwab: Die schöne Magelone im Projekt Gutenberg-DE
- Ludwig Tieck: Die schöne Magelone im Projekt Gutenberg-DE
- Ludwig Tieck: Schriften Faksimile, PDF (13,17 MB)
- Französische Inkunabel bei Gallica
- weitere Inkunabel-Ausgabe bei Gallica
- französische Ausgabe, ca. 1504
- Faksimile eines katalanischen Drucks, ca. 1716
- Faksimile von Lope de Vega: Los tres diamantes.

### Sekundäres
- Abriss der Stoffgeschichte
- Zum niederländischen Volksbuch Peeter van Provencen mit Titelblatt
- Titelblatt einer dänischen Ausgabe 1698 (Memento vom 17. Juli 2007 im Internet Archive)
- Rüdiger Steinlein: Vom geselligen Hörer zum einsamen Leser, 1982
- Erwähnung in einer Volksbücher-Schrift von Friedrich Engels, 1839